# Heptathela higoensis
Heptathela higoensis Haupt, 1983 è un ragno appartenente alla famiglia Liphistiidae.
Il nome del genere deriva dal greco ἐπτά, heptà, cioè 7, ad indicare il numero delle ghiandole delle filiere che possiedono questi ragni, e dal greco θηλή, thelè, che significa capezzolo, proprio ad indicare la forma che hanno le filiere stesse.
Il nome proprio deriva dal nome della vecchia provincia giapponese di Higo, oggi inclusa nella prefettura di Kumamoto, dove è stata rinvenuta, e dal suffisso latino -ensis, che significa: presente, che è proprio lì.

## Caratteristiche
Ragno primitivo appartenente al sottordine Mesothelae: non possiede ghiandole velenifere, ma i suoi cheliceri possono infliggere morsi piuttosto dolorosi.
Questa specie ha due spermateche di forma bilobata, con processi secondari laterali, e per queste sue caratteristiche, nell'ambito di questo genere, è stata classificata nel Gruppo B dall'aracnologo Hirotsugu Ono insieme a H. kimurai, H. amamiensis, H. kanenoi, H. kikuyai, H. nishikawai, H. yaginumai, H. yakushimaensis e H. yanbaruensis.

## Distribuzione
Rinvenuta nella prefettura giapponese di Kumamoto.